# Albin Jakopič
Albin Jakopič, slovenski nordijski kombinatorec in smučarski skakalec, * 3. februar 1912, Mojstrana, † 18. januar 1947, Ljubljana.
Jakopič je za Kraljevino Jugoslavijo nastopil na Zimskih olimpijskih igrah 1936 v Garmisch-Partenkirchnu, kjer je sodeloval v nordijski kombinaciji in smučarskih skokih. V kombinaciji je osvojil 36. mesto, v skokih pa je bil 44.